# Parigi-Troyes 2019
La Parigi-Troyes 2019, sessantunesima edizione della corsa, valida come evento dell'UCI Europe Tour 2019 categoria 1.2, si svolse il 17 marzo 2019 su un percorso totale di circa 184 km, con partenza da Nogent-sur-Seine ed arrivo a Troyes. Fu vinta dal francese Jérémy Cabot che terminò la gara in 4h32'47", alla media di 40,472 km/h, davanti al connazionale Tony Hurel e al belga Milan Menten.
Al traguardo 83 ciclisti, su 168 partiti, portarono a termine la competizione.

## Squadre partecipanti
| N.      | Cod. | Squadra                       |
| ------- | ---- | ----------------------------- |
| 1-7     | TDE  | Total Direct Énergie          |
| 11-17   | PCB  | Team Arkéa-Samsic             |
| 21-27   | SVB  | Sport Vlaanderen-Baloise      |
| 31-37   | WVA  | Wallonie Bruxelles            |
| 41-47   | AUB  | St Michel-Auber 93            |
| 51-57   | NRL  | Natura4Ever-Roubaix Lille M.  |
| 61-67   | CGF  | Éq. Continentale Groupama-FDJ |
| 71-77   | CCD  | Differdange-GeBa              |
| 81-87   | LPC  | Leopard Pro Cycling           |
| 91-97   | BHS  | BHS Almeborg Bornholm         |
| 101-106 | SRA  | Swiss Racing Academy          |
| 111-117 | JFN  | Joker Fuel of Norway          |
| 121-127 | TIS  | Tarteletto-Isorex             |

| N.      | Cod. | Squadra                          |
| ------- | ---- | -------------------------------- |
| 131-137 | IAM  | IAM Excelsior                    |
| 141-146 | AMO  | Amore & Vita-Prodir              |
| 151-157 | EVO  | EvoPro Racing                    |
| 161-167 |      | CC Nogent-sur-Oise               |
| 171-177 |      | SCO Dijon-Team Material-velo.com |
| 181-187 |      | Team Peltrax-CS Dammarie-lès-Lys |
| 191-197 |      | CC Villeneuve-Saint-Germain      |
| 201-207 |      | VC Toucy                         |
| 211-217 |      | Charvieu-Chavagneux IC           |
| 221-227 |      | Guidon Chalettois                |
| 231-237 |      | VC Amateur Saint-Quentin         |
| 241-247 |      | Lotto-Soudal U23                 |

## Ordine d'arrivo (Top 10)
| Pos. | Corridore      | Squadra      | Tempo    |
| ---- | -------------- | ------------ | -------- |
| 1    | Jérémy Cabot   | SCO Dijon    | 4h32'47" |
| 2    | Tony Hurel     | Auber        | s.t.     |
| 3    | Milan Menten   | Sport Vlaan. | s.t.     |
| 4    | Julien Mortier | Wallonie     | s.t.     |
| 5    | Floris Gerts   | Tarteletto   | s.t.     |
| 6    | Julian Mertens | Lotto U23    | s.t.     |
| 7    | Pierre Barbier | Natura4Ever  | s.t.     |
| 8    | Paul Ourselin  | Total        | s.t.     |
| 9    | Kenny Molly    | Wallonie     | s.t.     |
| 10   | Romain Hardy   | Arkéa        | s.t.     |